# 挑戰者3戰車

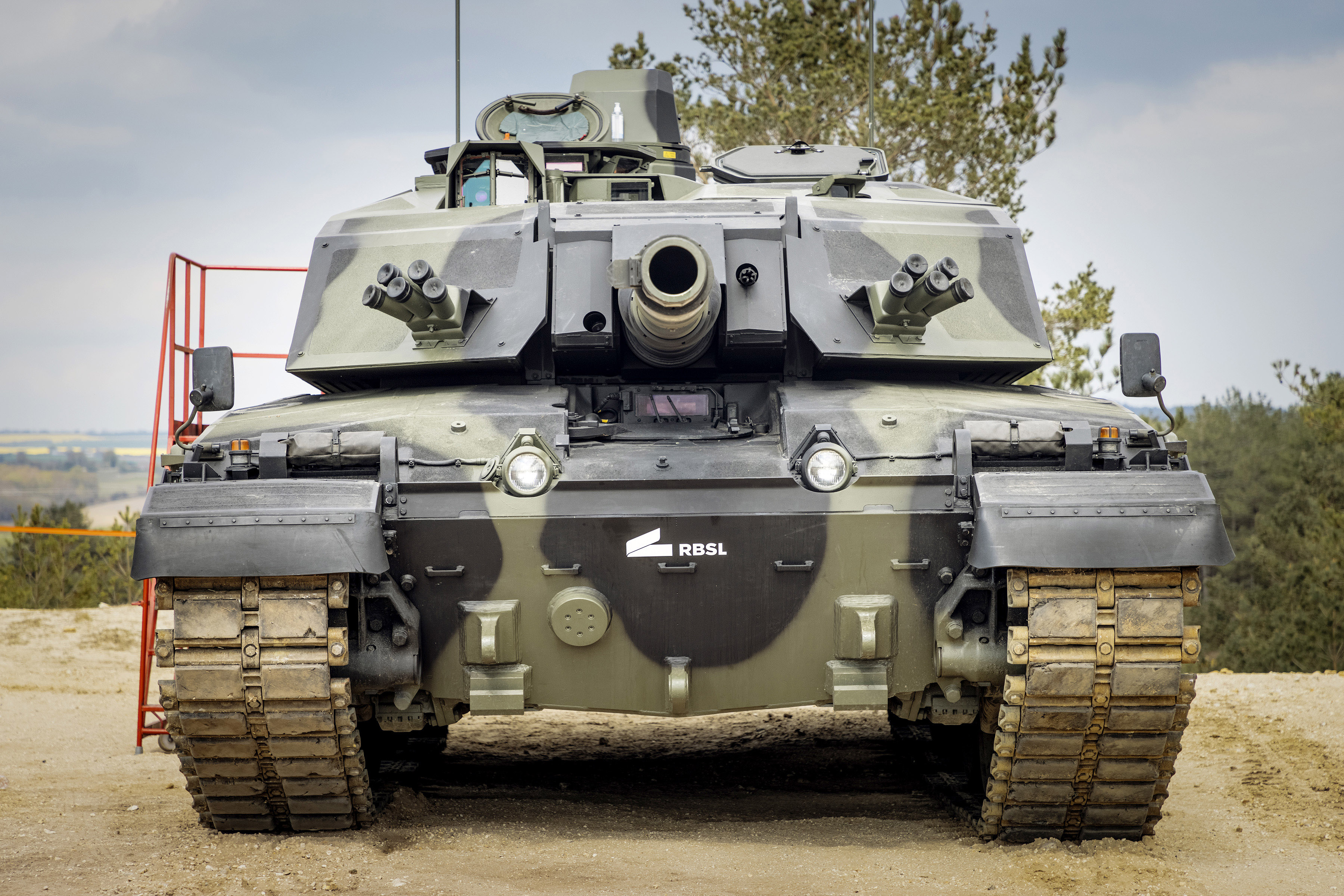
挑戰者3戰車的技術示範樣車

挑戰者3是英國陸軍在2005年開始籌劃開發的主戰坦克。英國國防部在2019年決定由英國BAE Systems Land及德國莱茵金属組成的合資企業將現有的挑战者2坦克進行改造及升級為挑戰者3型。與之前的挑戰者1及2型最大的分別是把沿用的120公釐線膛砲，換裝為德國萊茵金屬開發的120公釐口徑55倍徑Rh-120滑膛炮。

## 外部連接
维基共享资源上的相關多媒體資源：挑戰者3戰車